# Oris (hodinky)

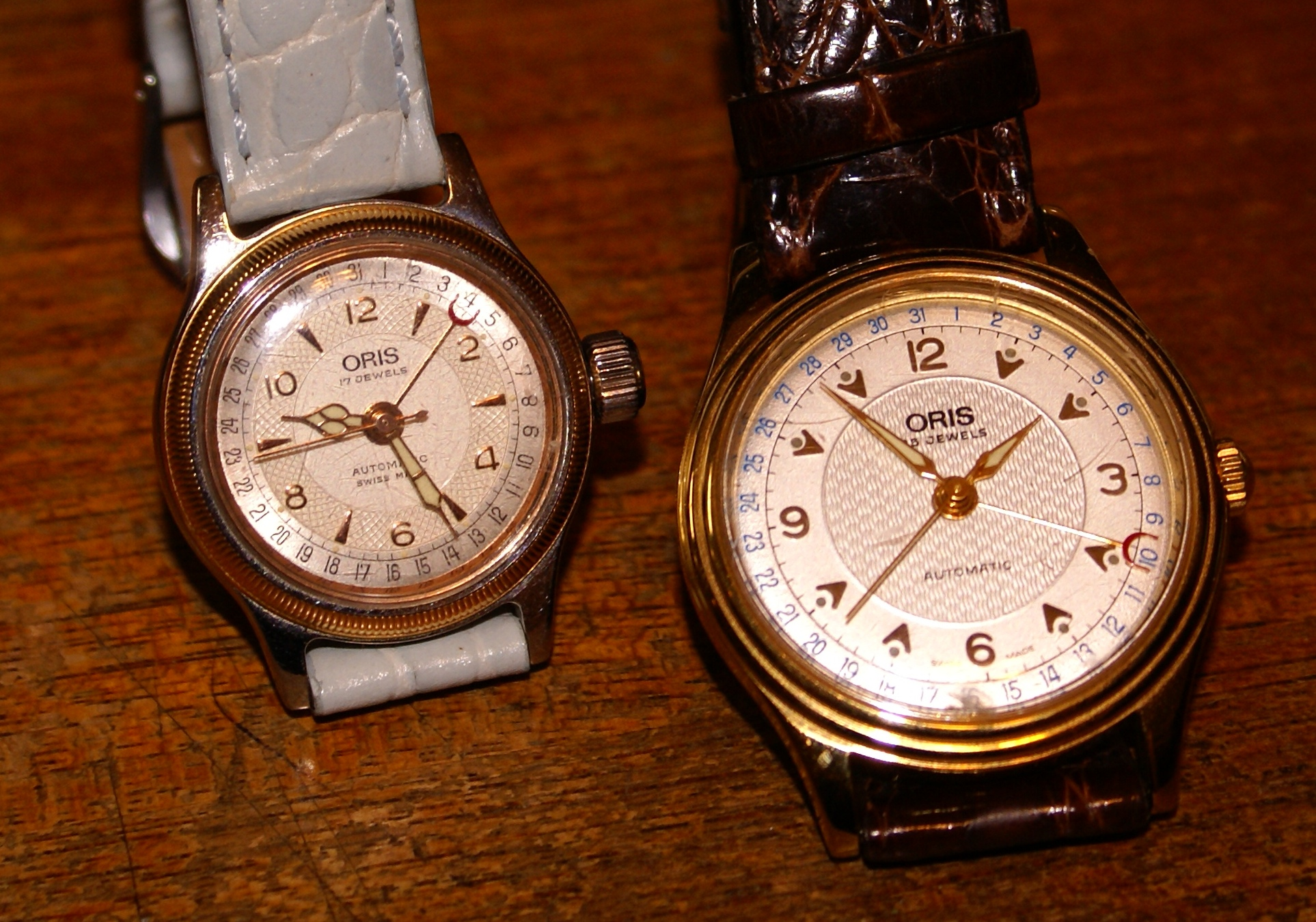
Hodinky Oris

ORIS je švýcarský výrobce hodinek. Firma byla založena Georges Christianem v roce 1904.

## Historie
V roce 1906 výrobce otevřel první z deseti továren (Holderbank, továrna byla uzavřena v roce 1976). Výroba kapesních hodinek byla ukončena v roce 1910.
Od roku 1911 výrobce produkuje luxusní pánské i dámské náramkové hodinky ve stylu Art Deco. V roce 1925 firma ORIS otevřela první plně elektrifikovanou továrnu (Herbetswil, uzavřena v roce 1978). ORIS v té době přešla od jednoduchých hodinových strojků s kolíčkovým krokem k výrobně náročnějším, složitějším. Odbytiště v té době našla nejen v kontinentální Evropě, ale také ve Velké Británii včetně jejích tehdejších koloniích.
V roce 1928 zemřel zakladatel firmy Georges Christian, funkce CEO přešla na jeho švagra Oscara Herzoga, který tuto funkci zastával po dobu 43 let do roku 1971. V roce 1937 firma otevřela továrnu specializovanou pouze na výrobu ciferníků (Biel, uzavřena v roce 1979).
V roce 1944 získala firma ORIS Certifikát kvality od Švýcarského úřadu pro kontrolu jakosti oceli (The Certificate of Legitimacy, vydaný Swiss Office for Precious Metals Control), potvrzující jakost zlatého pokovení pouzder hodinek ORIS. V roce 1949 byla zahájena produkce voděodolných (Waterproof) hodinek.
Od roku 1952 zahájila firma produkci automatických hodinových strojků (Caliber 62), které se staly ihned po uvedení velmi žádanými. V šedesátých letech patřila firma ORIS s osmisty zaměstnanci k největším hodinářským firmám ve Švýcarsku.
Od roku 1966 firma produkuje hodinový strojek Caliber 645 s automatickým natahováním. Tento strojek byl v roce 1968 certifikován jako chronometr od Observatoire Astronomique et Chronométrique. V roce 1970 byla firma ORIS prodána společnosti ASUAG holding (nyní Swatch Group), jednomu z největších světových výrobců hodinek. Nový vlastník striktně definoval požadavek na výrobu levných hodinek. Hodinářská krize v sedmdesátých letech dopadla na ORIS velmi tvrdě.
V roce 1982 tehdejší management odkoupil firmu ORIS zpět. Od roku 1984 se ORIS postavil konkurenci zejména japonským hodinkám s LED nebo LCD displeji mechanickými hodinkami s automatickým nátahem Oris Pointer Date. V roce 1988 pak uvedla na trh náramkové hodinky s mechanickým budíkem.